# Arthur Herman Holmgren
Arthur Herman Holmgren (Midvale, 18 novembre 1912 – Logan, 24 dicembre 1992) è stato un botanico ed esploratore statunitense.
Holmgren si laureò presso l'Università dello Utah nel 1936 e conseguì il titolo di M.Sc. presso lo USAC nel 1942. In seguito, fu professore di Botanica presso lo Utah State Agricultural College.

## Opere principali
- Arthur H. Holmgren, Noel H. Holmgren, Euphorbia aaron-rossii (Euphorbiaceae), a new species from Marble and Grand Canyons of the Colorado River, Arizona, Ed. New York Botanical Garden, 1988, 6 pp.
- Leila M. Shultz, Arthur H. Holmgren, A new species of Townsendia (Asteraceae) from northern Arizona, Ed. New York Botanical Garden, 1980, 4 pp.
- Some intermountain endemics, Volume 55 della Faculty honor lecture, Ed. Utah State Univ., 1977, 12 pp.

### Libri
- Mountain plants of Northeastern Utah, Volume 506 della serie Utah Cooperative Extension Service HG, Ed. Utah State Univ., 1996, 132 pp.
- Handbook of the vascular plants of the Northern Wasatch, 4ª ed., Utah State Agricultural college, 1972, 202 pp.
- Arthur Cronquist, Arthur H. Holmgren, Noel H. Holmgren, James L. Reveal, Intermountain flora: vascular plants of the Intermountain West, U.S.A.: Geological and botanical history of the region, its plant geography and a glossary. The vascular cryptograms and the gymnosperms, Ed. Hafner Pub. Co., 1972, 270 pp.
- Arthur H. Holmgren, Berniece A. Andersen, Weeds of Utah, Volume 21 dello Special report, Ed. Utah Agricultural Experiment Station, 1971, 115 pp.
- Berniece A. Andersen, Arthur H. Holmgren, Mountain plants of northeastern Utah, Volume 319 di Extension circular. Ed. Utah State Univ., 1970, 142 pp.
- Berniece A. Andersen, Arthur H. Holmgren, A beginner's guide to mountain flowers, Volume 355 di Utah Cooperative Extension Service New Circular Series, 1970, 60 pp.
- Identification key to common western grasses, 1965, 98 pp.
- The vascular plants of the Dinosaur National Monument, Ed. Utah State Univ, 1962, 42 pp.
- Portulacaceae of Nevada. Volume 36 di Contributions toward a flora of Nevada, Ed. Plant Industry Station, 1955, 36 pp.
- Laurence Alexander Stoddart, Arthur H. Holmgren, C. Wayne Cook, 1949. Important poisonous plants of Utah, Volume 2 dello Special report, Ed. Agricultural Experiment Station, Utah State Agricultural College, 21 pp.
- Arthur H. Holmgren, Bassett Maguire, Noxious weeds of Utah farm lands, Volume 123 di Circular, 1949, 48 pp.
- Handbook of the vascular plants of northeastern Nevada. Ed. Logan, Utah State Agricultural College & Experiment Station, 1942, 214 pp.

## Onorificenze
In suo onore sono stati assegnati i seguenti nomi:
Genere
- (Onagraceae) Holmgrenia W.L.Wagner & Hoch[2]

Specie
- (Brassicaceae) Cardamine holmgrenii Al-Shehbaz[3]
- (Polygonaceae) Eriogonum holmgrenii Reveal[4]